# Oblomov
Oblomov est un roman de l'écrivain russe Ivan Gontcharov, publié en 1859.

## Résumé
Ilya Ilitch Oblomov,  un propriétaire terrien habitant Saint-Pétersbourg, cultive comme son bien le plus précieux un penchant naturel à la paresse. D'une aboulie chronique et d'une indécrottable apathie, ce personnage, hanté par la nostalgie d'une enfance idéalisée, heureuse et insouciante, passe ses jours à s'incruster dans son meuble favori, un divan. Même l'amour d'Olga se révèle en définitive insuffisant pour vaincre sa force d'inertie. Oblomov terminera ses jours dans la voie qu'il a choisie : faire corps avec son bien-aimé divan.
Le personnage d'Oblomov, qui n'a pas que des défauts – il est présenté également comme quelqu'un de droit et d'honnête – est devenu symbolique en Russie. Le terme d'oblomovisme (russe : обломовщина, oblomovchtchina), que Gontcharov lui-même place dans la bouche de Stolz, l'ami d'Oblomov, tout au long du roman, a été repris par la critique littéraire, notamment par Nikolaï Dobrolioubov, notamment dans son article Qu'est-ce que l'oblomoverie ?. 

## Personnages
Les personnages du roman, leurs patronymes, leurs « diminutifs », leurs surnoms, leurs situation et liens :
- Ilia Ilitch Oblomov, noble de naissance, secrétaire de collège (10e rang), propriétaire du domaine Oblomovka de 300 âmes (serfs). Ne vit pas sur son domaine, bien qu'il ait arrêté toute activité professionnelle.
- Zakhar Trofymitch, la cinquantaine, valet de chambre dès l'enfance d'Oblomov. Anissia, cuisinère et femme de ménage.
- Nombreux collègues de bureau d'Oblomov : Foma Fomitch, Volkov, Michka Goriounov, Soudbinski, Svinkine, Peresvetov, Kouzneetsov, Vassiliev, Makhov, Ivan Pétrovitch, Oliechkine, Ivan Guerassimovitch,... dont les propos permettent de comprendre la situation des fonctionnaires, juristes, dirigeants,...
- Quelques familles nobles ou bourgeoises qui « offrent salon » : prince Michel Tioumenev, les Moussinski, les Mezdrov, les Savinov, les Maklachine, les Viaznikiv

Des amis et voisins : 
- - Penkine, analyste littéraire et nouvelliste.
  - Ivan Ivanitch, alias Ivan Vassilievitch, alias Ivan Mikhaïlovitch, patronyme : Ivanov ou Vassiliev ou Andréev ou Alexéev (plus généralement), rentier et salarié...
  - Ovtchinine, Matveï Andreïtch Alianov, Casimir Albertovitch Pkhaïlo, Vassili Sevastianovitch Kolymiaguine
- Prokofi Vytiagouchkine, régisseur d'Oblomovka dont le beau frère, Diomka le borgne, écrit les courriers.
- Alexeï Loguine, koulak.
- Mikheï Andréevitch Tarantiev, alias Mikheï Andreïtch, compatriote, (pays) d'Oblomov.

- Andreï Karlovitch Stolz, Andreï Ivanytch, Andreï Ivanovitch, Andrioucha, ami de confiance d'Oblomov, allemand par le père Ivan Bogdanytch (intendant) et russe par la mère.

- Le docteur,

- Olga Serguéevna Ilinski et sa tante. Le baron, ami de la famille.
- Katia, sa femme de chambre. Nikita, factotum.
- Sonetchka et son mari, gandins.

- Agafia Matvéevna Pchénitsyna, propriétaire du logement qu'Oblomov loue, veuve du secrétaire de collège Pchénitsyne. Maîtresse de maison, aux coudes potelés et arrondis, tout à fait au goût d'Oblomov.
- Ses enfants : Macha, Machenka, la fille et Vania, Vanioucha, le fils.
- Akoulina, femme de charge.
- Ivan Matveïtch Moukhoïarov, Ivan Matvéevitch, frère de la propriétaire et fonctionnaire. Ami de Tarantiev.
- Issaï Fomitch Zatiorty, administrateur de domaine, bègue, devenu fonctionnaire. Prendra une mission d'avoué pour Oblomov avec procuration notariée.
- Irina Panteléevna, épouse de Ivan Matveïtch.
- Andreï Ilitch, Andrioucha, fils d'Oblomov et d'Agafia Matvéevna.

## Critique
Selon Léon Tolstoï, Oblomov est une œuvre capitale. Fiodor Dostoïevski, dont les rapports personnels avec Ivan Gontcharov n'étaient pas excellents, affirme que le récit est « servi par un talent éblouissant ». Ce roman de mœurs fut payé à l'auteur 10 000 roubles par l’éditeur des Annales de la Patrie dans lesquelles il fut publié en 1859. Ce détail suffit à donner une idée de la popularité dont jouissait l’écrivain de son vivant. Son héros est un mythe littéraire russe, aussi présent que Faust ou Don Juan. Oblomov, aristocrate oisif, est dans la culture russe le prototype de l'homme paresseux et médiocre qui a renoncé à ses ambitions pour une léthargie rêveuse, qu'il vit pourtant comme un drame. Le héros du roman de Gontcharov est un jeune aristocrate qui semble incapable de prendre des décisions ou d'effectuer la moindre action importante. Il ne quitte que rarement sa chambre ou son lit.

### L'oblomovisme
Considéré comme une satire de la noblesse russe du XIXe siècle, ce roman connut un grand succès en Russie et fait partie de la culture russe. « Oblomov » est dans la langue russe un mot qui désigne une personne inactive, ne parvenant pas à trouver le bonheur. Le nom d'Oblomov provient lui-même du mot russe облом (oblom) « cassure, brisure » : Oblomov est un homme dont le ressort intérieur est cassé.

## Interprétation
En caractérologie, le personnage d'Oblomov correspond dans la typologie de Le Senne au type amorphe : non émotif, non actif, primaire. C'est le caractère que cet auteur attribue aussi à Jean de La Fontaine[réf. souhaitée].

## Traductions
Dès 1889, chez Perrin, paraît une première traduction française signée P. Artamov et Charles Deulin, qui rejette des chapitres entiers du texte original.
En 1926, les éditions Gallimard, font également paraître une traduction très abrégée d'Hélène Iswolsky. Quand, au début des années 1980, les éditions Gallimard rééditent cette version tronquée dans Folio, leur collection de poche, elle est la cible de vives critiques. En effet, cette édition ne met en évidence que le côté paresseux du héros et supprime une bonne partie de la fin du roman.[réf. souhaitée]
En 1946, les éditions La Boétie de Bruxelles font paraître la première traduction intégrale du roman, par Jean Leclère. Elle est rééditée en 1969, illustrée, par le Cercle du bibliophile.
En 1959, au Club français du livre, Arthur Adamov donne sa traduction intégrale du roman. Elle est reprise par les Éditions Rencontre en 1967 puis par Gallimard dans la collection « Folio classique » en 2007.
Enfin, les Éditions L'Âge d'Homme publient en 1988 une nouvelle traduction intégrale de Luba Jurgenson. Cette traduction est reprise par le Livre de poche, collection Biblio no 3315, en 1999. Elle est reprise à nouveau par les Éditions Robert Laffont dans la collection « Bouquins » en 2016.

## Adaptations

### Au théâtre
Une adaptation théâtrale d'Oblomov est écrite et mise en scène au Studio des Champs-Élysées par Marcel Cuvelier en 1963, qui interprète le personnage d'Oblomov. Cette pièce, publiée par L'Avant-scène, est réalisée pour la télévision, du temps du direct, par Roger Kahane.
L'acteur Guillaume Gallienne interprète le rôle titre dans la pièce Oblomov jouée en juin 2013 au théâtre du Vieux Colombier par la troupe de la Comédie Française mise en scène par Volodia Serre.

### Au cinéma
- 1980 : Quelques jours de la vie d'Oblomov, film russe réalisé par Nikita Mikhalkov, scénario inspiré de quelques passages du roman, avec Oleg Tabakov dans le rôle principal.

### À la télévision
- 1963 : Herra Oblomov, téléfilm finlandais réalisé par Mauno Hyvönen, avec Sasu Haapanen dans le rôle principal
- 1966 : Oblomov, mini-série italienne, avec Alberto Lionello dans le rôle principal
- 1974 : Oblomov, épisode de la série anthologique espagnole Novela, réalisé par Alberto González Vergel
- 2017 : Oblomov de et avec Guillaume Gallienne, téléfilm français[8]

### À la radio
- « Oblomov de Gontcharov, l’homme couché : épisode 2/4 du podcast La fatigue », sur France Culture (consulté le 21 mai 2023)